# 日韓共同きっぷ

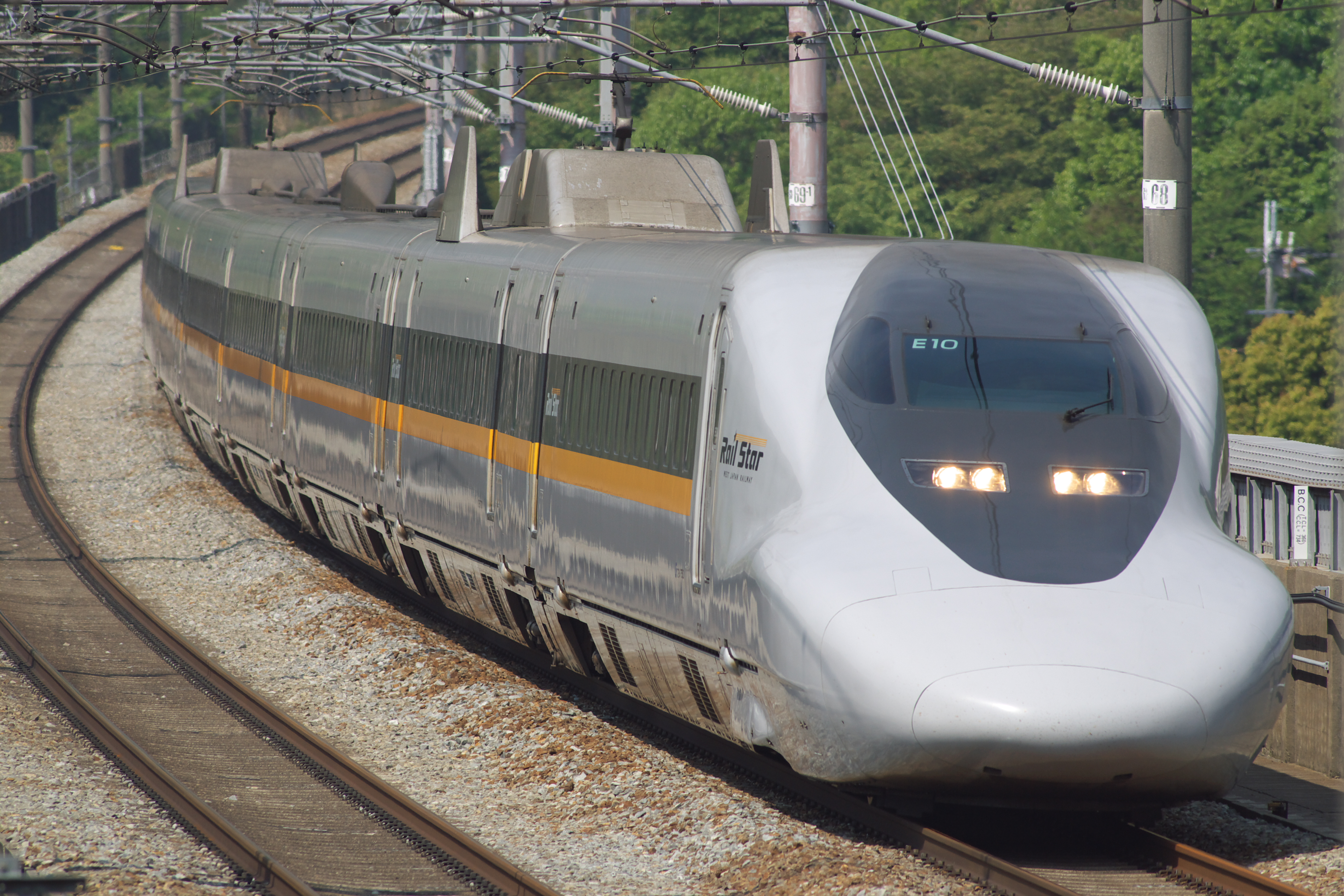
山陽新幹線

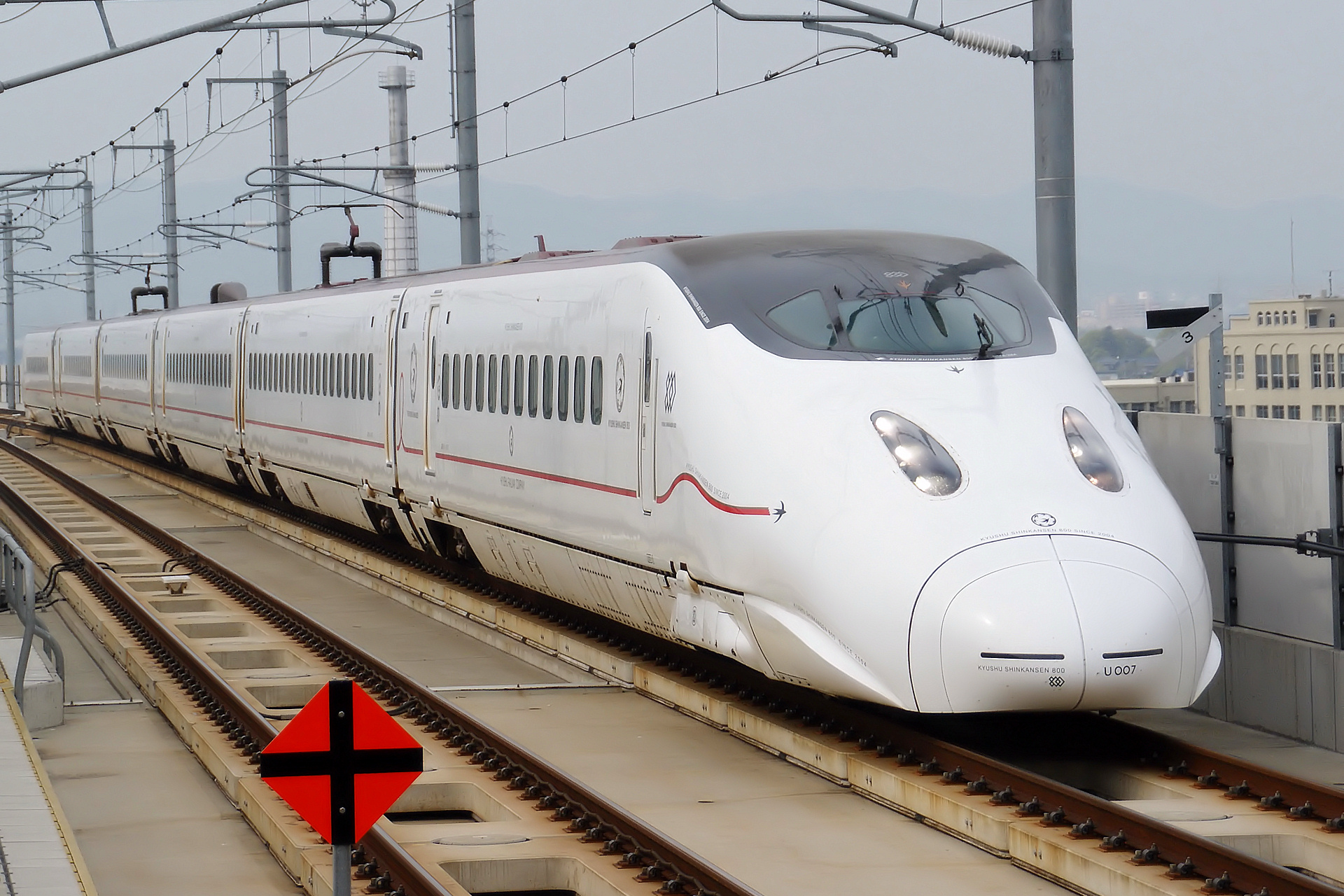
九州新幹線（つばめ）

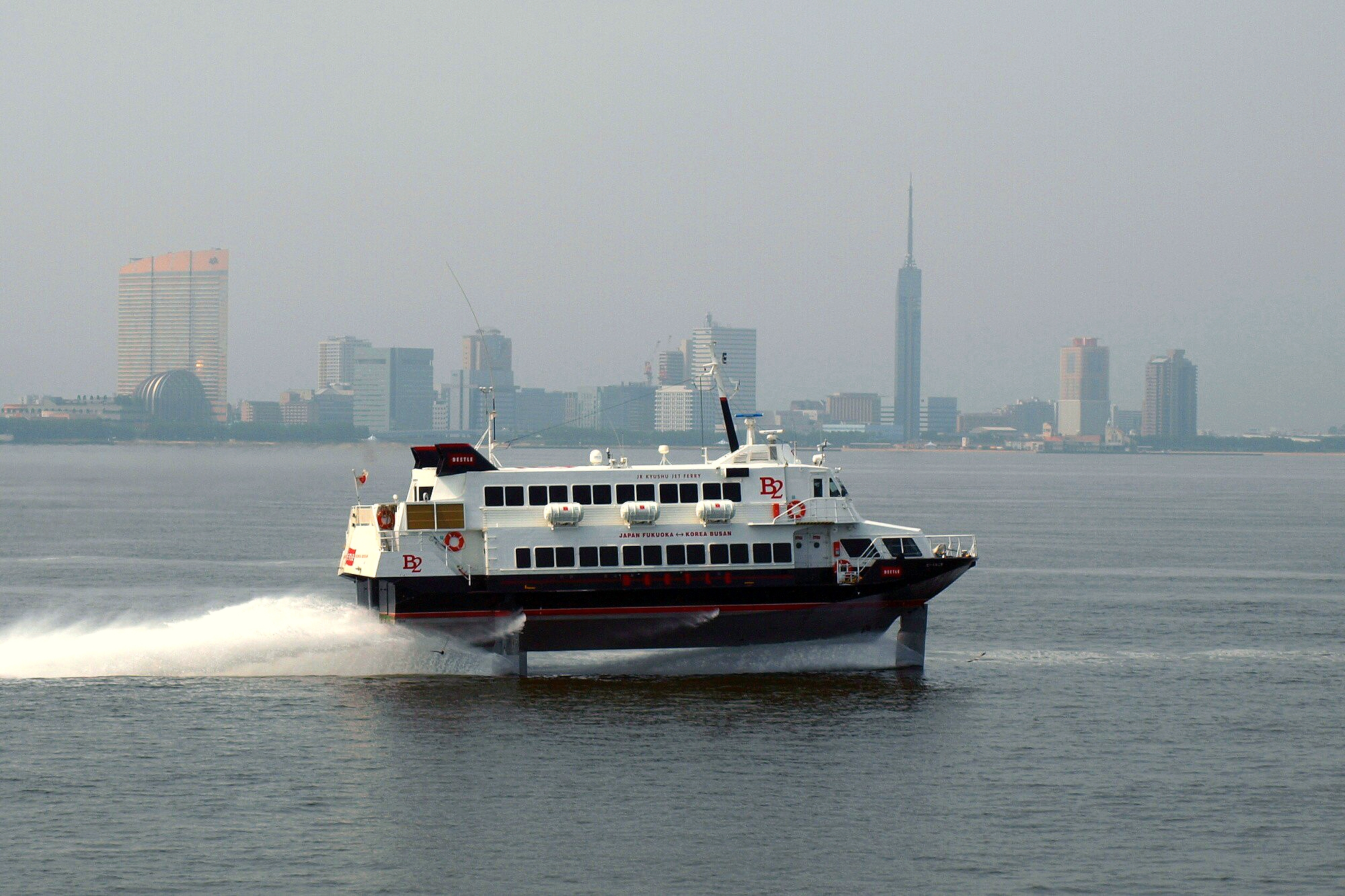
JR九州高速船

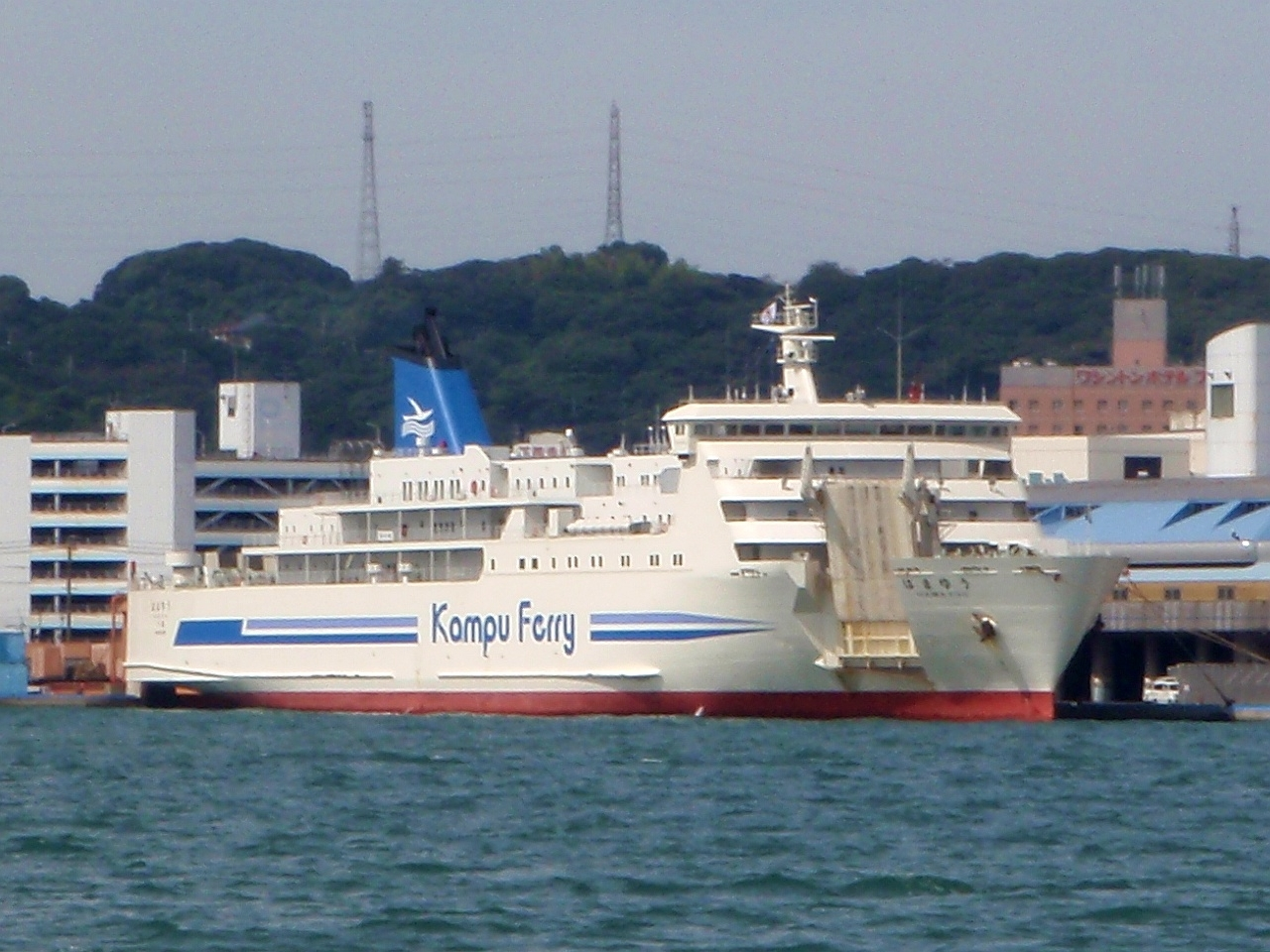
関釜フェリー

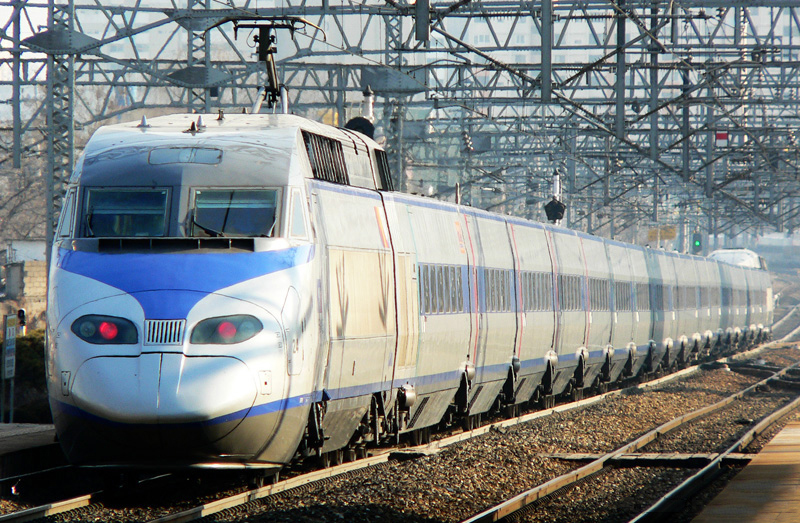
KTX

日韓共同きっぷ（にっかんきょうどうきっぷ）とは、かつてJR旅客各社および韓国鉄道公社（KORAIL、2004年までは韓国鉄道庁）・関釜フェリー・JR九州高速船・未来高速の提携によって販売されていた特別企画乗車券。
なお「日韓共同きっぷ」は日本側での呼称であり、大韓民国（韓国）側では「韓日共同乗車券（韓日共同乘車券、한일공동승차권、ハニルゴンドンスンチャグォン）」と呼んだ。

## 概要
日本国内の主要駅と韓国のソウル駅の間を、列車と船で乗り継ぐ経路が設定されていた（詳細は後述）。
発案者は、大阪在住の歯科医師だった高垣雄二郎だった。高垣は、1949年に阪神ビル別館、1953年に大阪駅前の第一生命ビルに診療所を開設し、駅前という場所柄、国鉄関係者との人脈があり、国鉄利用者懇談会の座長を務めた。また、1967年からたびたび韓国を訪れた。一枚のきっぷで日韓を結ぶというアイデアを、高垣が提案すると、日韓双方の交通・鉄道関係の要人からの支持を得た。1988年6月30日に、角田達郎・JR西日本社長が、韓国鉄道庁を訪問し、日韓共同きっぷ発売契約に調印した。
1988年には、ソウルオリンピックが開催され、日本から韓国への旅行者が急増し、航空券の手配が困難となったのを救済する名目で、同年7月からで販売が開始された。当初、日本側ではJR西日本・JR九州のみで販売されたが、1990年から全JR旅客各社で販売されるようになった。
戦前から戦中まで、日本からは関釜連絡船を介して朝鮮・満州・ヨーロッパまでの乗車券をまとめて購入できる国際連絡運輸が実施されており、それを韓国との間で再開したともいえるものであった。しかし2006年3月17日にJR北海道（札幌市内発着）が、3月31日にJR東日本（東京都区内発着）がそれぞれ販売を終了した。残りの会社（東海・西日本・四国・九州）も2015年6月30日をもって販売を終了した。
なおJR西日本とKORAILは、日韓共同きっぷに代わる新たな旅行商品を将来的に発売することで合意している。

## きっぷの詳細
KTXの運賃が約30%、日本のJRの運賃・料金が9 - 30%ほど割引となった。
日本側では、下関駅ないしは博多駅までの乗車券・特急券と、下関港 - 釜山港間の関釜フェリーないしは、博多港 - 釜山港間のJR九州高速船の運航する「ビートル」または未来高速の運行する「コビー」、それに釜山駅 - ソウル駅間のKTX（韓国高速鉄道）または釜山駅・慶州駅 - ソウル駅間の「セマウル号」の代金がセットになった形で販売された。また下関・博多 - 釜山間の航路を省き、博多駅までのJR運賃・料金と、KTXの料金をセットにしたものもあった。
販売したのは、JRの営業地域における、その地域路線の運営を行う主なJRの系列旅行会社であった。また、こども用や復路券も販売した。なお、日本で韓国のKTX、セマウル号の座席指定も同時に行われた。
韓国側では、ソウルの他に大田駅・東大邱駅・慶州駅を起点とし、博多または下関まで航路で出て、日本側の各発売駅までのJR運賃・料金をセットにしたものが販売されていた。

### 日本各地からの経路
日本国内におけるJR線の使用列車と経路は、以下のように定められていた（特記なき場合は2011年3月現在）。なお、鉄道と船舶を乗り継ぐ市内交通についてはこのきっぷに含まれていない。
- JR北海道（札幌市内発着）（2006年3月17日販売終了）

札幌駅 - 「北斗」（普通車指定席） - 函館駅 - 「日本海1・4号」（B寝台） - 新大阪駅 - 「ひかり」・「こだま」（「のぞみ」除く普通車指定席） - 小倉駅 - 普通列車 -  下関駅 - 下関港 - 関釜フェリー - 釜山港 / 釜山駅・慶州駅 - 「KTX」または「セマウル号」（普通車） - ソウル駅
- JR東海（東京都区内・名古屋駅発着）

「ビートル」または「コビー」を含むものは発売されていない。また、2006年3月31日まではJR東日本でも同じものが発売されていた（東京都区内発着のみ）。
- 発駅 - 東海道・山陽新幹線（「のぞみ」・「みずほ」を除く普通車指定席） - 小倉駅 - 普通列車 - 下関駅 / 下関港 - 関釜フェリー - 釜山港 / 釜山駅・慶州駅 - 「KTX」または「セマウル号」（普通車） - ソウル駅

- JR西日本（大阪市内・神戸市内・岡山駅・広島市内・徳山駅・新山口駅・下関駅発）

徳山駅・下関駅発はJR東海発と同じ経路だが、その他の駅発ではそれに加え以下の経路が選択可。なお、新山口駅発着の場合は新幹線でなく在来線普通列車利用となるほか、下関駅発着の場合はJRの運賃・料金は含まれない。
- 発駅 - 山陽新幹線（「のぞみ」・「みずほ」を除く普通車指定席） - 博多駅 / 博多港 - 「ビートル」または「コビー」 - 釜山港 / 釜山駅・慶州駅 - 「KTX」または「セマウル号」（普通車） - ソウル駅

- JR四国（高松駅・松山駅・徳島駅・高知駅発）
  - 発駅 - 特急（普通車自由席） - 岡山駅（以降、JR東海管内発のものと同じ）
- JR九州（小倉駅・博多駅・佐賀駅・長崎駅・佐世保駅・熊本駅・鹿児島中央駅・大分駅・宮崎駅発）

2つの経路が設定されていた。博多駅発は下関経由のみ販売となっていたほか、博多駅・佐賀駅発は特急の指定席でなく自由席使用となっていた。小倉駅発の下関経由の場合は普通列車の使用となっていた。
- 発駅 - 九州新幹線（「みずほ」を除く）または特急（普通車指定席） - 小倉駅 - 普通列車 - 下関駅 / 下関港 - 関釜フェリー - 釜山港 / 釜山駅・慶州駅 - 「KTX」または「セマウル号」（普通車） - ソウル駅
- 発駅 - 九州新幹線（「みずほ」を除く）または特急（普通車指定席） - 博多駅 / 博多港 - 「ビートル」 - 釜山港 / 釜山駅・慶州駅 - 「KTX」または「セマウル号」 - ソウル駅